# Матіда (Токіо)

35°32′55″ пн. ш. 139°26′48″ сх. д. / 35.54861° пн. ш. 139.44667° сх. д.
Ма́тіда (яп. 町田市, まちだし, МФА: [mat͡ɕida ɕi̥]) — місто в Японії, в префектурі Токіо.

## Короткі відомості
Розташоване в південній частині префектури, на заході пагорбів Тама. Виникло на основі постоялого містечка раннього нового часу. Засноване 1958 року. Основою економіки є виробництво електротоварів, комерція. Станом на 1 жовтня 2008 площа міста становила 71,63 км². Станом на 1 липня 2011 населення міста становило 427 418 осіб.

## Уродженці
- Хаясі Кентаро (* 1972) — японський футболіст, що грав на позиції захисника.